# Джем-Лейк (Міннесота)
Джем-Лейк (англ. Gem Lake) — місто (англ. city) в США, в окрузі Ремсі штату Міннесота. Населення — 528 осіб (2020).

## Географія
Джем-Лейк розташований за координатами 45°3′40″ пн. ш. 93°2′17″ зх. д. / 45.06111° пн. ш. 93.03806° зх. д. (45.061068, -93.038067).  За даними Бюро перепису населення США в 2010 році місто мало площу 2,96 км², з яких 2,80 км² — суходіл та 0,16 км² — водойми.

## Демографія
Згідно з переписом 2010 року, у місті мешкали 393 особи в 155 домогосподарствах у складі 115 родин. Густота населення становила 133 особи/км².  Було 161 помешкання (54/км²).
Расовий склад населення:
| - 93,1 % — білих - 5,1 % — азіатів - 1,0 % — осіб інших рас |

До двох чи більше рас належало 0,8 %. Частка іспаномовних становила 2,5 % від усіх жителів.
За віковим діапазоном населення розподілялося таким чином: 19,6 % — особи молодші 18 років, 65,6 % — особи у віці 18—64 років, 14,8 % — особи у віці 65 років та старші. Медіана віку мешканця становила 49,5 року. На 100 осіб жіночої статі у місті припадало 111,3 чоловіків;  на 100 жінок у віці від 18 років та старших — 102,6 чоловіків також старших 18 років.
Середній дохід на одне домашнє господарство  становив 164 684 долари США (медіана — 120 625), а середній дохід на одну сім'ю — 182 209 доларів (медіана — 129 063). Медіана доходів становила 69 375 доларів для чоловіків та 56 250 доларів для жінок. За межею бідності перебувало 3,3 % осіб, у тому числі 4,9 % дітей у віці до 18 років та 1,9 % осіб у віці 65 років та старших.
Цивільне працевлаштоване населення становило 281 осіб. Основні галузі зайнятості: освіта, охорона здоров'я та соціальна допомога — 27,8 %, виробництво — 13,5 %, науковці, спеціалісти, менеджери — 9,6 %, роздрібна торгівля — 9,3 %.